# Галактика Сигара
 Галактика Сигара  (M82,Мессьє 82,NGC 3034) — галактика з потужним зореутворенням у сузір'ї Великої Ведмедиці. У центрі галактики розташована надмасивна чорна діра, навколо якої обертаються дві менші чорні діри, масою в 12 тис. і 200 M☉[неавторитетне джерело].

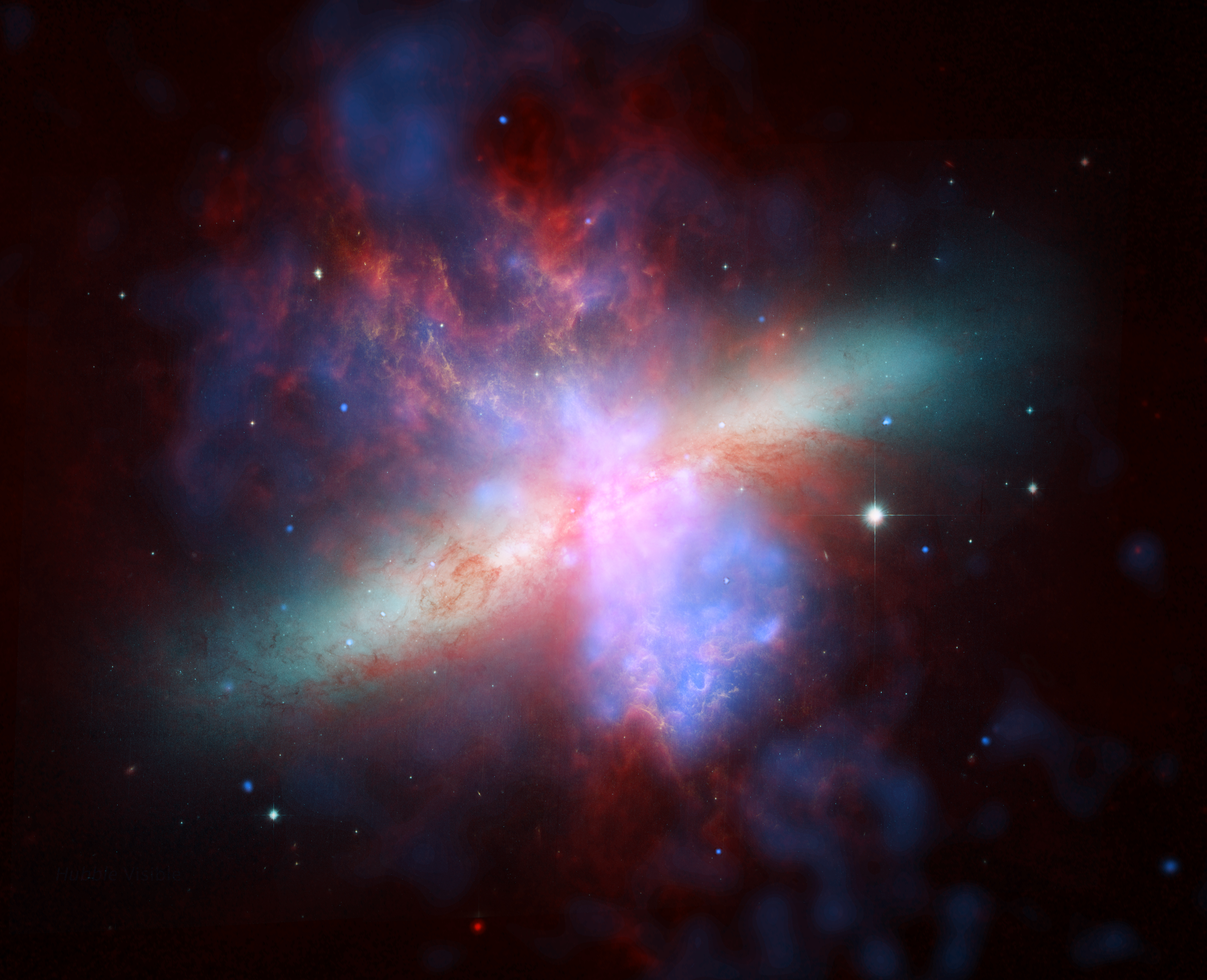
Зображення галактики, складене за даними спостережень трьох космічних телескопів:
Зображення у видимих променях отримано з телескопа Габбла (на зображені показано помаранчевим та зеленим кольорами).
Інфрачервоне зображення (холодних ділянок) отримано з телескопа Спітцера (червоним).
Зображення в рентгенівських променях (здебільшого це синхротронне випромінювання) — з телескопа Чандра (блакитним).

Є супутником галактики Боде.

## Відкриття
Відкривачем цього об'єкта є Йоганн Елерт Боде, який вперше спостерігав за об'єктом 31 грудня 1774 року.

## Будова
Спочатку M82 вважали неправильною галактикою. Однак, 2005 року на знімках галактики в ближньому ІЧ діапазоні (після вирахування випромінювання симетричного експоненційного диска) було виявлено два симетричних спіральних рукави. Обидва вони починаються на кінцях бара й тягнуться приблизно на три характерних розміри диска. Попри те, що рукави були відкриті в ближньому ІЧ, за кольором вони більш блакитні, ніж сам диск. Якщо прийняти, що північна частина M82 — ближча до нас (як вважається в більшості літератури), то спостережуваний напрямок обертання припускає відстаючі спіральні рукави. Спіральну структуру раніше не вдавалося розглянути через високу яскравість диска M82, орієнтацію під великим кутом (~80°) до земного спостерігача, а також через наявність складної сітки пилових утворень на знімках у видимому світлі.

## Активне зореутворення в ядрі
2005 року телескоп Хаббл виявив у ядрі 197 молодих масивних кулястих скупчень, що свідчить про високоенергетичні процеси зореутворення. Середня маса цих скупчень — близько 2× 105 M☉. У центрі М82 швидкість формування молодих зір у 10 разів більша, ніж у всій нашій Галактиці[джерело?].
Ділянка активного зореутворення в ядрі М82 має діаметр 500 пк. В оптичному діапазоні можна розрізнити чотири ущільнення з підвищеною поверхневою яскравістю (що позначаються A, C, D і E). Ці ущільнення збігаються з джерелами в рентгенівських променях, інфрачервоному й радіо-діапазонах. Вважається, що вони являють собою найпомітніші кулясті скупчення. Унікальні, властиві тільки галактиці M82 біполярні викиди (або надвітер) схоже сконцентровані на ущільненнях A і C, і підживлюються енергією з наднових, які спалахують всередині ущільнень приблизно раз на десять років.
Космічна рентгенівська обсерваторія Чандра виявила змінне рентгенівське джерело, віддалене від центру М82 приблизно на 600 світлових років. Таке джерело можна пояснити акрецією на чорну діру проміжної маси, від 200 до 5000 сонячних мас. Якщо ця інформація підтвердиться іншими спостереженнями, то це буде перший приклад виявлення чорної діри проміжної маси.
Як випливає зі спостережень зоряної динаміки, M82, подібно до більшості галактик, приховує в центрі надмасивну чорну діру з масою приблизно 3× 107 сонячних мас.

## Невідоме радіоджерело
У квітні 2010 року радіоастрономи, що працюють в обсерваторії Джодрелл Бенк Манчестерського університету, повідомили про спостереження радіоджерела в М82, що випромінює радіохвилі невідомого походження[джерело?]. Виникло кілька теорій про природу цього радіоджерела, проте жодна з них на сьогодні не повністю узгоджується з даними спостережень. За однією з теорій[джерело?], це може бути незвичайний мікроквазар з високою світністю в радіо-, але низькою світністю в рентгенівському діапазоні, за аналогією з низькоефективним галактичним рентгенівським мікроквазаром SS 433. Однак, усі відомі мікроквазари мають потужне рентгенівське випромінювання, у той час як потік рентгенівського випромінювання від незвичайного об'єкту лежить за порогом чутливості. Радіоджерело розташоване за декілька кутових секунд від центру М82, і тому, швидше за все, ніяк не пов'язане з центральною надмасивною чорною дірою. Спостерігається надсвітловий рух цього радіоджерела зі швидкістю приблизно вчетверо більше швидкості світла відносно центра галактики. Цей надсвітловий рух є удаваним (він не означає, що джерело насправді рухається швидше світла) та узгоджується з моделлю спрямованого в бік спостерігача релятивістського викиду від масивної чорної діри.

## Наднова 2014
21 січня 2014 в галактиці M82 була виявлена яскрава наднова SN2014J (координати α = 09° 55' 42,14" , δ = +69° 40' 26,0"). На момент відкриття наднова мала зоряну величину 11,7 та ймовірно тип Ia. Сприятливе розташування галактики (Велика Ведмедиця) і виняткова яскравість роблять цю наднову надзвичайно привабливим об'єктом для спостережень за допомогою аматорських телескопів. Після SN 1987A, це найближча до Землі наднова за останні 27 років.

## Пульсуюча нейтронна зоря
В жовтні 2022 року, астрономи NASA були дуже здивовані рентгенівським пульсаром M82 X-2, який належить до тих, що вчені називають надсвітловим джерелом рентгенівського випромінювання (англ. Ultraluminous X-ray sources, ULX), і сяє приблизно в 10 мільйонів разів яскравіше, ніж Сонце. Вченим вдалося спостерігати таємничий небесний об'єкт, настільки яскравий, що, згідно з фізикою, він мав був вибухнути. NASA відстежує так звані ультраяскраві джерела рентгенівського випромінювання (ULX), досить неможливі об'єкти, які можуть бути в 10 мільйонів разів яскравішими за Сонце, щоб зрозуміти, як вони працюють. Теоретично ці об'єкти неможливі, оскільки вони порушують межу Еддінгтона. Нове дослідження вчених, яке було опубліковане в The Astrophysical Journal, також, однозначно підтверджує, що M82 X-2 (ULX), яка віддалена від нас на 12 мільйонів світлових років, така ж яскрава, як і передбачали попередні спостереження.

## Галерея

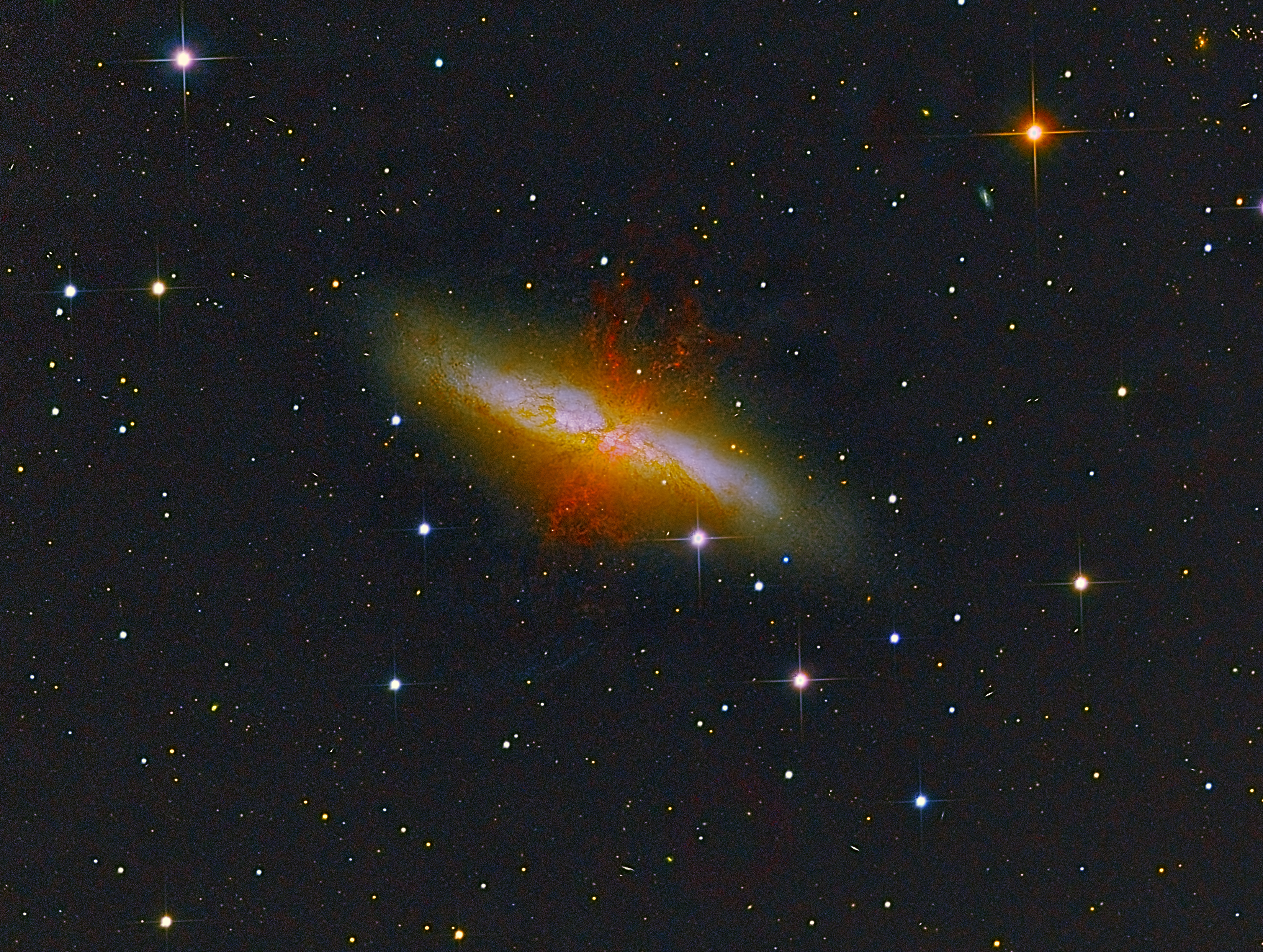
Зображення Мессьє 82, отримане астрономом-аматором W4SM за допомогою 17-дюймового астрографа PlaneWave CDK.
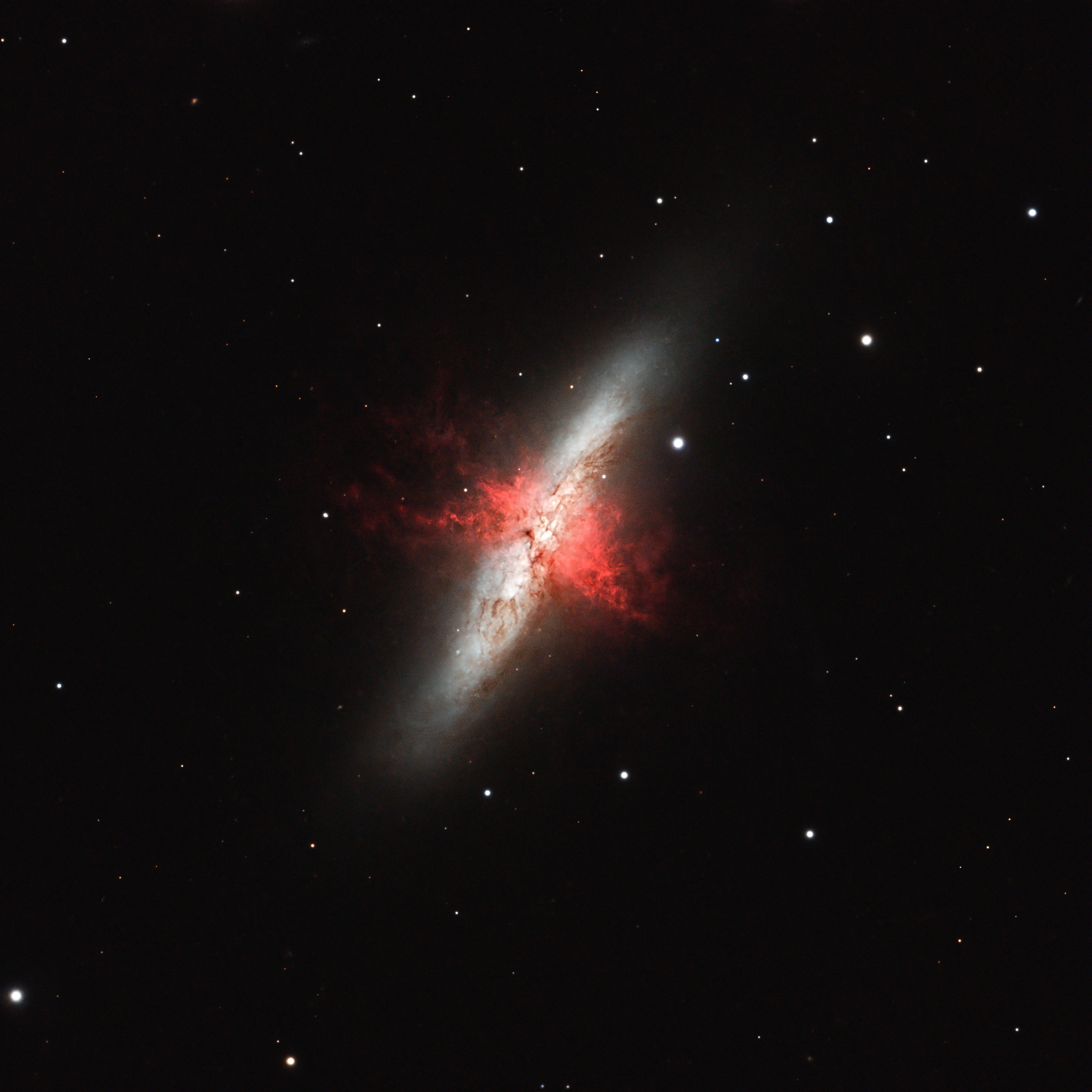
Галактика Сигара з її викидами водню, знята у Франції астрофотографом-аматором Ентоні Мішелем

1. 1 2 3  NASA/IPAC Extragalactic Database. Results for NGC 3034. Архів оригіналу за 9 травня 2008. Процитовано 27 жовтня 2006.
2. ↑  SIMBAD-M82. SIMBAD Astronomical Database. Архів оригіналу за 7 квітня 2014. Процитовано 29 листопада 2009.
3. ↑  Черные дыры средней массы научились спасаться от более крупных сородичей. Lenta.ru. 21:02, 30 апреля 2010. Архів оригіналу за 12 травня 2021. Процитовано 02.07.2016.
4. ↑  Архівована копія. Архів оригіналу за 18 березня 2014. Процитовано 23 січня 2014.{{cite web}}:  Обслуговування CS1: Сторінки з текстом «archived copy» як значення параметру title (посилання)
5. ↑  Orbital Decay in M82 X-2
6. ↑  У космосі знайдено таємничий обєкт, який у 10 мільйонів разів яскравіший за Сонце. 12.05.2023, 00:30
7. ↑  M 82 - Cigar Galaxy.